# Mereg
Mereg (persiska: مرگ, مِرك, مِرِك, مَرك) är en ort i Iran.   Den ligger i provinsen Kurdistan, i den nordvästra delen av landet, 500 km väster om huvudstaden Teheran. Mereg ligger 1 250 meter över havet och antalet invånare är 372.
Terrängen runt Mereg är varierad.Runt Mereg är det ganska tätbefolkat, med 60 invånare per kvadratkilometer. Närmaste större samhälle är Marivan, 15,1 km nordväst om Mereg. Trakten runt Mereg består till största delen av jordbruksmark.